# Natalia Nasaridze
Natalia Nasaridze (en georgiano: ნატალია ნასარიძე, en ruso: Наталья Насаридзе; también conocida por su nombre de casada Natalia Çakır; Tiflis, URSS, 2 de octubre de 1972) es una deportista georgiana que compitió para la URSS y Turquía en tiro con arco, en la modalidad de arco recurvo.
Ganó una medalla de plata en el Campeonato Mundial de Tiro con Arco al Aire Libre de 1995 y cuatro medallas en el Campeonato Mundial de Tiro con Arco en Sala entre los años 1995 y 2003.
Además, obtuvo cinco medallas de oro en el Campeonato Europeo de Tiro con Arco al Aire Libre entre los años 1990 y 2000, y cuatro medallas en el Campeonato Europeo de Tiro con Arco en Sala entre los años 1989 y 2006.
Participó en cuatro Juegos Olímpicos de Verano, entre los años 1992 y 2004, ocupando el sexto lugar en Barcelona 1992, el cuarto en Atlanta 1996 y el cuarto en Sídney 2000, en la prueba de equipo.

## Palmarés internacional
| Representando a la URSS          |                           |                   |             |
| Campeonato Europeo al Aire Libre |                           |                   |             |
| Año                              | Lugar                     | Medalla           | Prueba      |
| 1990                             | Barcelona (España)        | Medalla de oro    | Individual  |
| 1990                             | Barcelona (España)        | Medalla de oro    | Equipo      |
| Campeonato Europeo en Sala       |                           |                   |             |
| Año                              | Lugar                     | Medalla           | Prueba      |
| 1989                             | Atenas (Grecia)           | Medalla de oro    | Equipo      |
| Representando a Turquía          |                           |                   |             |
| Campeonato Mundial al Aire Libre |                           |                   |             |
| Año                              | Lugar                     | Medalla           | Prueba      |
| 1995                             | Yakarta (Indonesia)       | Medalla de plata  | Equipo      |
| Campeonato Mundial en Sala       |                           |                   |             |
| Año                              | Lugar                     | Medalla           | Prueba      |
| 1995                             | Birmingham (Reino Unido)  | Medalla de bronce | Equipo      |
| 1997                             | Estambul (Turquía)        | Medalla de bronce | Equipo      |
| 1999                             | La Habana (Cuba)          | Medalla de plata  | Equipo      |
| 2003                             | Nimes (Francia)           | Medalla de plata  | Equipo      |
| Campeonato Europeo al Aire Libre |                           |                   |             |
| Año                              | Lugar                     | Medalla           | Prueba      |
| 1996                             | Kranjska Gora (Eslovenia) | Medalla de oro    | Individual  |
| 2000                             | Antalya (Turquía)         | Medalla de oro    | Individual  |
| 2000                             | Antalya (Turquía)         | Medalla de oro    | Equipo      |
| Campeonato Europeo en Sala       |                           |                   |             |
| Año                              | Lugar                     | Medalla           | Prueba      |
| 1998                             | Oldenburgo (Alemania)     | Medalla de plata  | Equipo      |
| 2000                             | Spała (Polonia)           | Medalla de oro    | Inidividual |
| 2006                             | Jaén (España)             | Medalla de oro    | Equipo      |